# Bayatbademleri, Korkuteli
Bayatbademleri là một xã thuộc huyện Korkuteli, tỉnh Antalya, Thổ Nhĩ Kỳ. Dân số thời điểm năm 2011 là 218 người.